# Мяноцице
Мяноци́це (пол. Mianocice) — село в Польше в сельской гмине Ксёнж-Вельки Мехувского повета Малопольского воеводства.
Село располагается в 3 км от административного центра гмины села Ксёнж-Вельки, в 11 км от административного центра повета города Мехув и в 44 км от административного центра воеводства города Краков.
В 1975—1998 годах село входило в состав Келецкого воеводства.

## Достопримечательности
- Усадьба, построенная в XIX веке. Памятник культуры Малопольского воеводства.